# مارتين جوناس
مارتين جوناس (9 مارس 1996 بسكاليتسا في سلوفاكيا - ) هو لاعب كرة قدم سلوفاكي في مركز حراسة المرمى. لعب مع نادي سينيتسا.

## روابط خارجية
- مارتين جوناس على موقع قاعدة بيانات كرة القدم.إي يو (الإنجليزية)
- مارتين جوناس على موقع Soccerway.com (الإنجليزية)
- مارتين جوناس على موقع عالم كرة القدم.نت (الإنجليزية)